# توطئه سورابایا
توطئه سورابایا (ایتالیایی: Fino allo spasimo) که با نام‌های دیگری چون استونی و جویندگان طلا هم شناخته می‌شود، یک فیلم درام آمریکایی به کارگردانی «ری دیویس» است که در سال ۱۹۶۹ منتشر شد.

## گزیدهٔ بازیگران
- مایکل پرستون
- باربارا بوشه
- مایکل رنی
- ریچارد جاکل
- ویک دیاز